# باشگاه ورزشی سستری لوانته ۱۹۱۹
باشگاه ورزشی سستری لوانته ۱۹۱۹ (انگلیسی: US Sestri Levante 1919) یک باشگاه فوتبال مستقر در سستری لوانته، ایتالیا است که در حال حاضر در سری سی ایتالیا، سومین سطح لیگ فوتبال در این کشور به فعالیت می‌پردازد.
آن‌ها بازی‌های خانگی خود را در ورزشگاه جوزپه سیووری، مستقر در سستری لوانته انجام می‌دهند که به اندازه ۱۵۰۰ صندلی گنجایش پذیرش تماشاگر دارد.
این باشگاه در سال ۱۹۱۹ تأسیس شد.

## تاریخچه

### دهه ۱۹۴۰ در سری سی
سستری لووانته در بین سال‌های ۱۹۴۶ تا ۱۹۴۹ به مدت سه فصل در سری سی شرکت کرد.
پس از آن، سستری لووانته عمدتاً در دسته‌های پایین‌تر مانند پروموتسیونه، اچلنتسا و سری دی بازی کرد.

### دهه ۷۰
در مسابقات قهرمانی ۱۹۷۱–۱۹۷۲، سستری در گروه معمول لیگوریا-پیدمانتز یازدهم شد. سال بعد آنها به گروه لیگوریا-توسکانی متشکل از تیم‌هایی مانند سیه نا، گروستو و پیستویزه منتقل شدند. «کورسی‌ها» با ۱۱ برد، ۹ تساوی و ۱۴ شکست، ۳۴ گل زده و ۳۷ گل خورده موفق شدند به رستگاری دست یابند.
در فصل ۱۹۷۳–۱۹۷۴، تیم لوانتین پس از کاساله، آلبسه و ایمپریا به مقام چهارم گروه دست یافت. در مسابقات فصول ۱۹۷۴–۱۹۷۵ و ۱۹۷۵–۱۹۷۶، این باشگاه به ترتیب نهم و یازدهم را کسب کرد.
فصل ۱۹۷۶–۱۹۷۷ با کسب مقام پنجم مثبت بود. در سال‌های بعد، علی‌رغم فروش برخی از بازیکنان و جوان‌سازی تیم، روسوبلو به جایگاه‌های میانی دیگری مانند رتبه هفتم در سال‌های ۱۹۷۷–۱۹۷۸ و دهم در سال‌های ۱۹۷۸–۱۹۷۹ دست یافت.

### دهه نود
پس از برنده شدن در تورنمنت پریما کتگوریا، این تیم در بازگشت به پروموتسیونه، سعی کرد از این فرصت برای بازگشت به بین هشت تیم برتر آن تورنمنت استفاده کند، که بتواند به اچلنتسا ارتقا یابد. در نهایت ششم شدند و وارد اچلنتسا شدند.
اچلنتسا تازه تأسیس ۱۹۹۱–۱۹۹۲ شاهد بود که سستری لوانته یک مقام ششم خوب دیگر را کسب کرد. سال بعد به مقام پنجم رسیدند. در فصل ۱۹۹۳–۱۹۹۴، روسوبلو، پس از یک قهرمانی خوب، در روزهای پایانی زمین خود را از دست داد و توسط رقبای مستقیم ایمپریا و فیناله لیگوره شکست خورد و نتوانست به سری دی صعود کند.
در سال ۱۹۹۴ آلبرتو ماریانی به نیمکت مربیگری دعوت شد. نیمه اول مسابقات ۱۹۹۴–۱۹۹۵ در بین رتبه‌های برتر به پایان رسید، اما پس از آن نیم فصل دوم، روند منفی، باشگاه را به منطقه سقوط انداخت. بازی پلی آف برای رستگاری در روسیگلیونه مقابل لوانزی برگزار شد. در این مسابقه بازنده شدند، بنابراین سستری باید به پروموتسیونه سقوط می‌کرد.
سال بعد، با تأیید مربی ماریان، باشگاه لوانتین در گروه پروموتسیونه خود پیروز شد و بلافاصله به اچلنتسا بازگشت، جایی که در سال ۱۹۹۶–۱۹۹۷ به مقام چهارم دست یافت.
در مسابقات قهرمانی ۱۹۹۷–۱۹۹۸ دوباره با هدایت آلبرتو ماریان تیم به مقام پنجم دست یافت. با این حال، این فصل به خاطر تصادف اتوبوس قرمز و آبی به یادگار مانده است. در سفر به ونتیمیلیا برای انجام مسابقه قهرمانی مقابل تیم محلی، اتوبوس واژگون شد، خوشبختانه تلفات نداشت و فقط جراحاتی در پی داشت.
در سال ۱۹۹۸ باشگاه توسط آنتونیو موزیو، رئیس باشگاه، فروخته شد و توسط سرجیو گابوری تصاحب شد. اولین فصل او در راس باشگاه، ۱۹۹۸–۱۹۹۹، با رستگاری در روزهای پایانی به پایان رسید. برای فصل بعد، بیشتر بازیکنان فروخته شدند و مدیریت تصمیم گرفت روی جوانان تمرکز کند. جورجیو فوسا، فوتبالیست سابق «کورسیر» از دهه ۱۹۶۰ و ۱۹۷۰، مربی جدید تیم شد.
پس از نیم فصل اول نسبتاً منفی و نیمه دوم کمی بهتر، باز هم پس از شکست در پلی‌آف، به پروموتسیونه سقوط کردند.

### از دهه ۲۰۱۰ تا کنون: سری دی و صعود به سری سی
در فصل ۲۰۱۱–۱۲، این تیم از اچلنتسا لیگوریا به سری دی صعود کرد.
در ۶ آوریل ۲۰۲۳، سستری لووانته پس از کسب عنوان قهرمان گروه آ سری دی، چهار بازی زودتر، به سری سی بازگشت.